# سعود الخيبري (لاعب كرة قدم مواليد 1980)
سعود الخيبري لاعب سعودي من مواليد 13 أغسطس 1980.
يلعب في مركز الظهير الأيسر، كانت بداياته مع نادي الصقور ومثله في الفئات السنية بعدها انتقل إلى نادي الطائي في موسم 2001 وبعدها وقع مع النادي الأهلي في موسم 2003 وأعاره الأهلي إلى نادي الحزم في موسم 2007 ولعب مع الحزم موسم ونصف بعدها انتقل إلى نادي الاتفاق ولم يمثل الاتفاق كثيراً وفي 2009 وقع مع نادي التعاون. سبق له اللعب مع المنتخب السعودي، وكانت أبرز مشاركاته مع المنتخب السعودي في كأس آسيا 2004 في الصين.

## روابط خارجية
- سعود الخيبري على موقع عالم كرة القدم.نت (الإنجليزية)
- سعود الخيبري على موقع كووورة